# Emerald Dawn
Emerald Dawn è una miniserie a fumetti pubblicata dalla DC Comics da dicembre 1989 a maggio 1990. La serie rinarrò le origini di Hal Jordan e di come divenne una Lanterna Verde nella continuità post-Crisis. Fu realizzata da Keith Giffen e Gerard Jones, con il primo numero scritto da Jim Owsley.

## Storia editoriale
La miniserie venne ristampata in volume nel 1990 e nuovamente nel 2003 (ISBN 0930289889).
In italiano venne pubblicata per la prima volta sulle pagine di Play Book n. 14 della Play Press (1991). In seguito venne ristampata nel 2008 nel volume Lanterna Verde: Alba e crepuscolo della Planeta DeAgostini (ISBN 9788467451993) insieme alle storie Emerald Dawn, Emerald Twilight, New Dawn e Legacy.

## Seguiti
La serie ebbe un seguito nel 1991, Emerald Dawn II.
Alcuni aspetti ed eventi di Emerald Dawn furono poi connessi retroattivamente dalla storia Green Lantern: Secret Origin del 2008, scritto da Geoff Johns.